# Baptisten in Hongkong

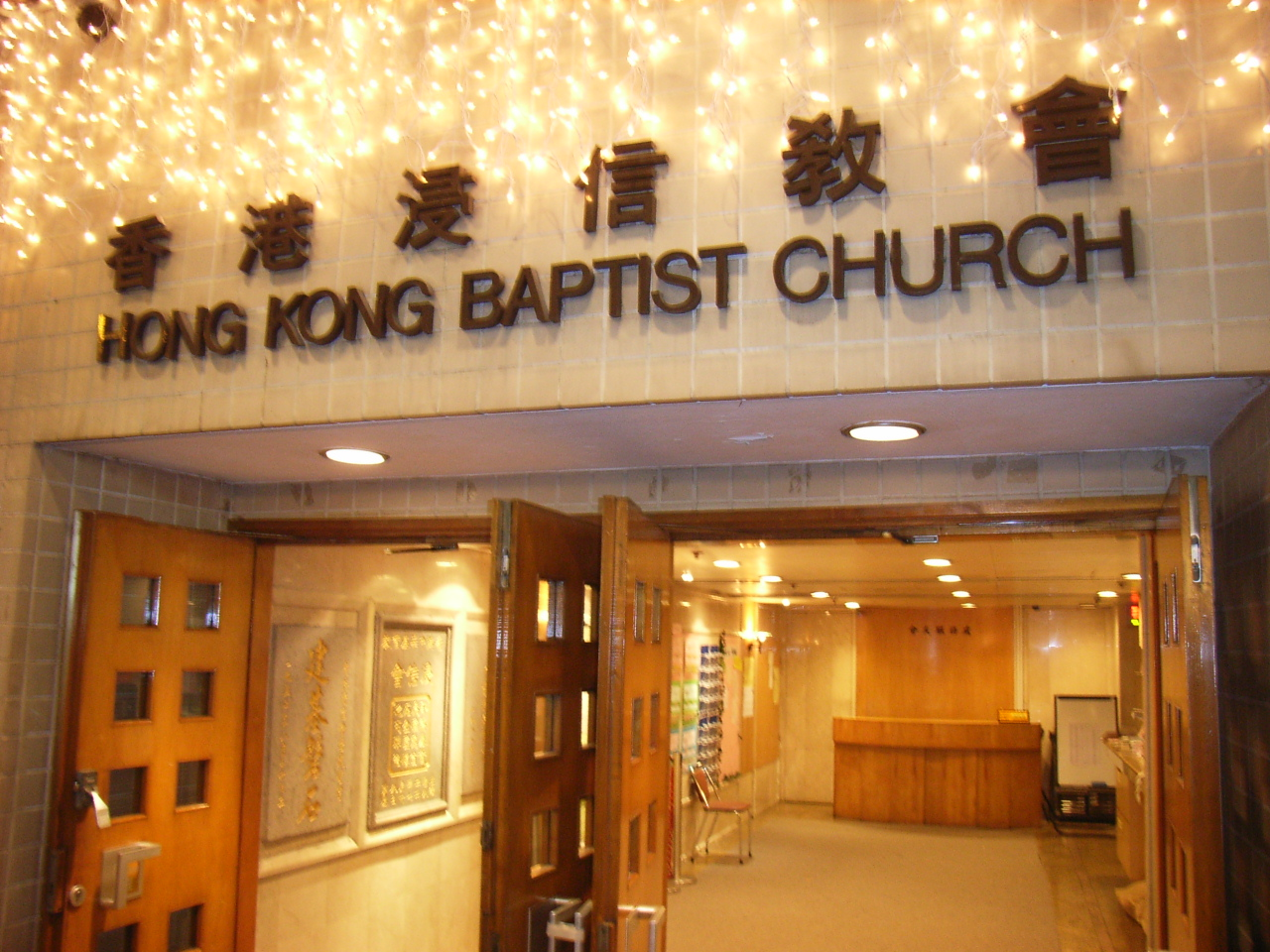
Baptistenkirche in der Caine Road

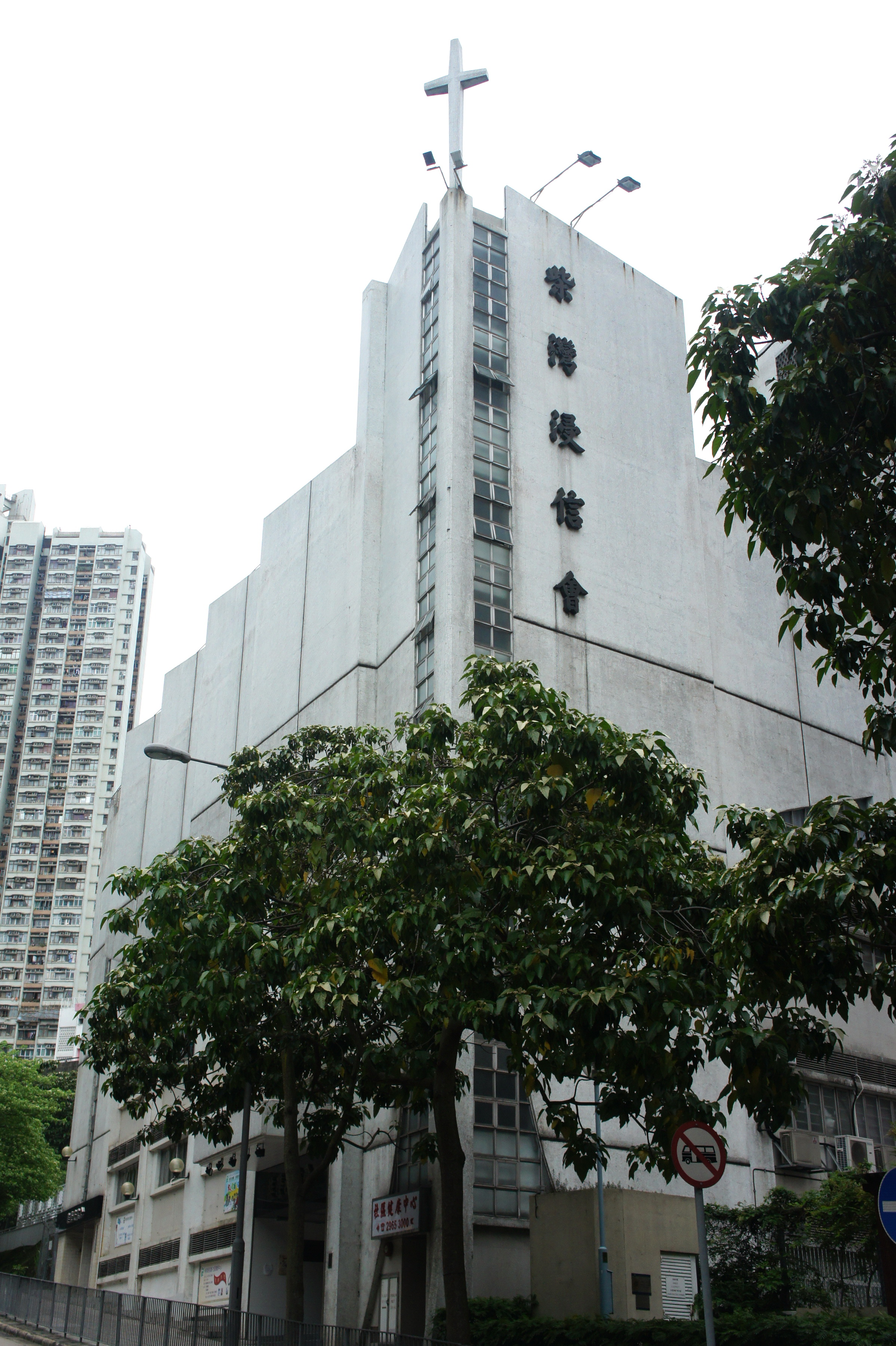
Baptistenkirche in Chai Wan

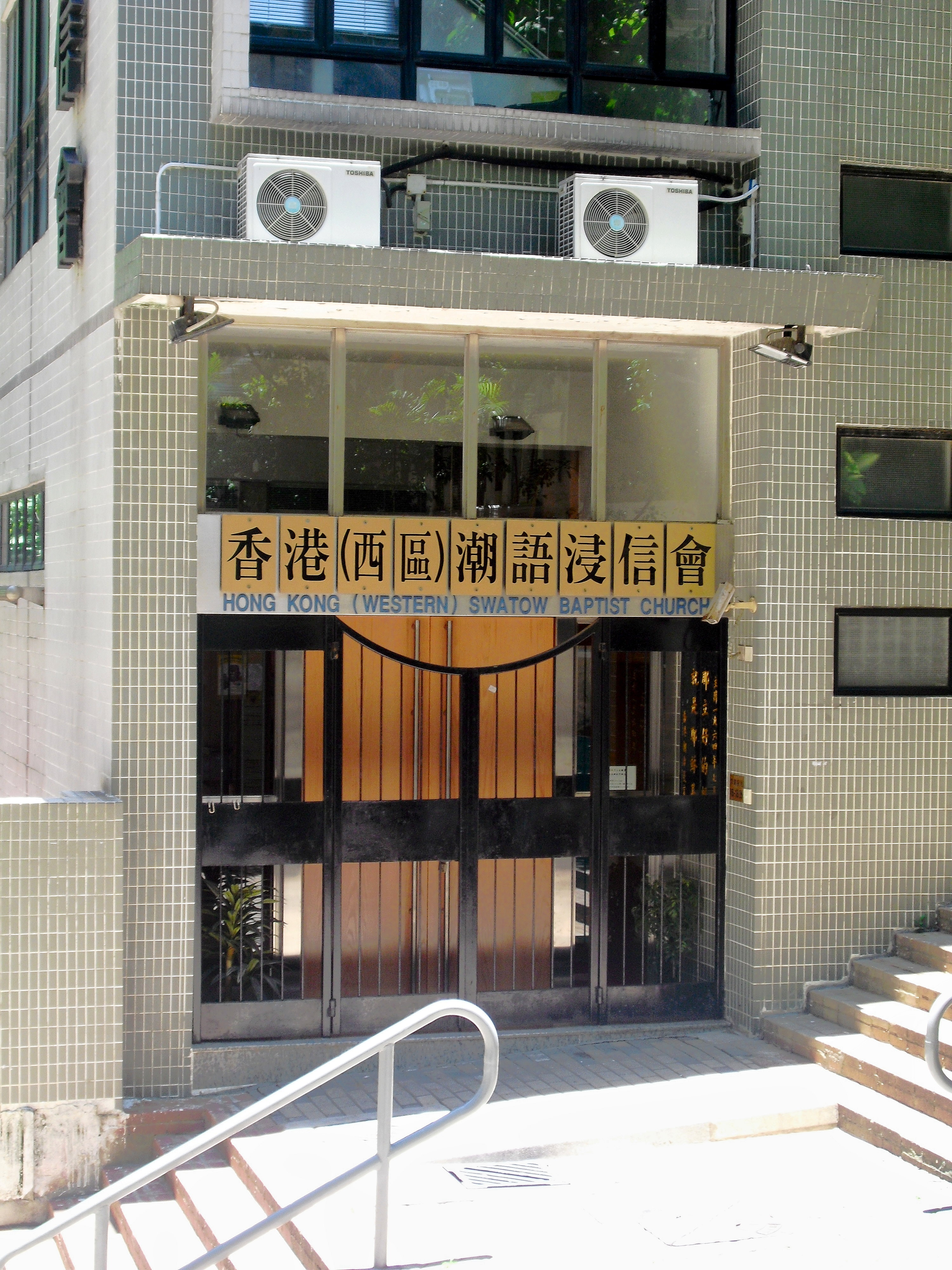
Swatow-Baptistengemeinde in Kennedy Town

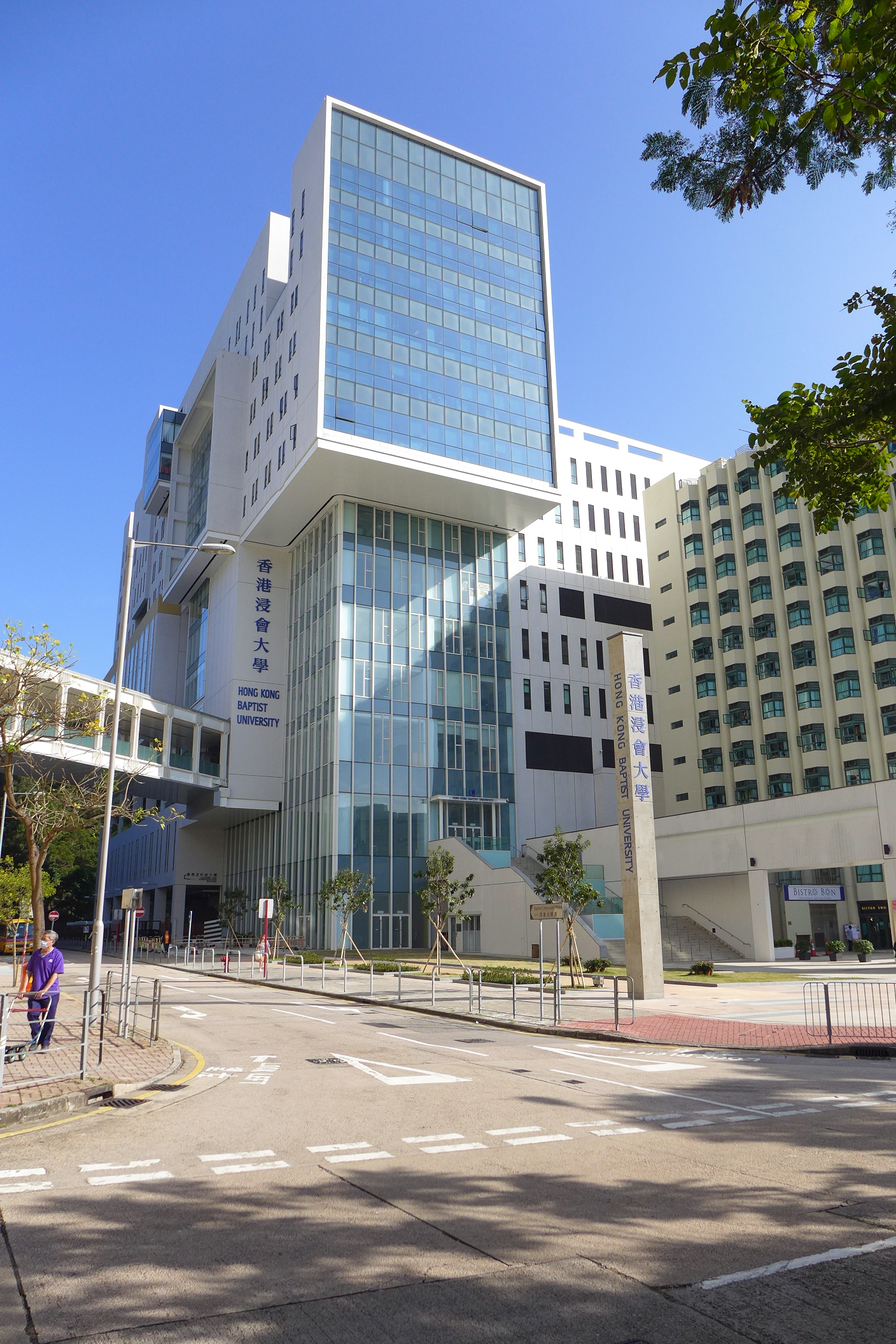
Verwaltungsgebäude der Hong Kong Baptist University

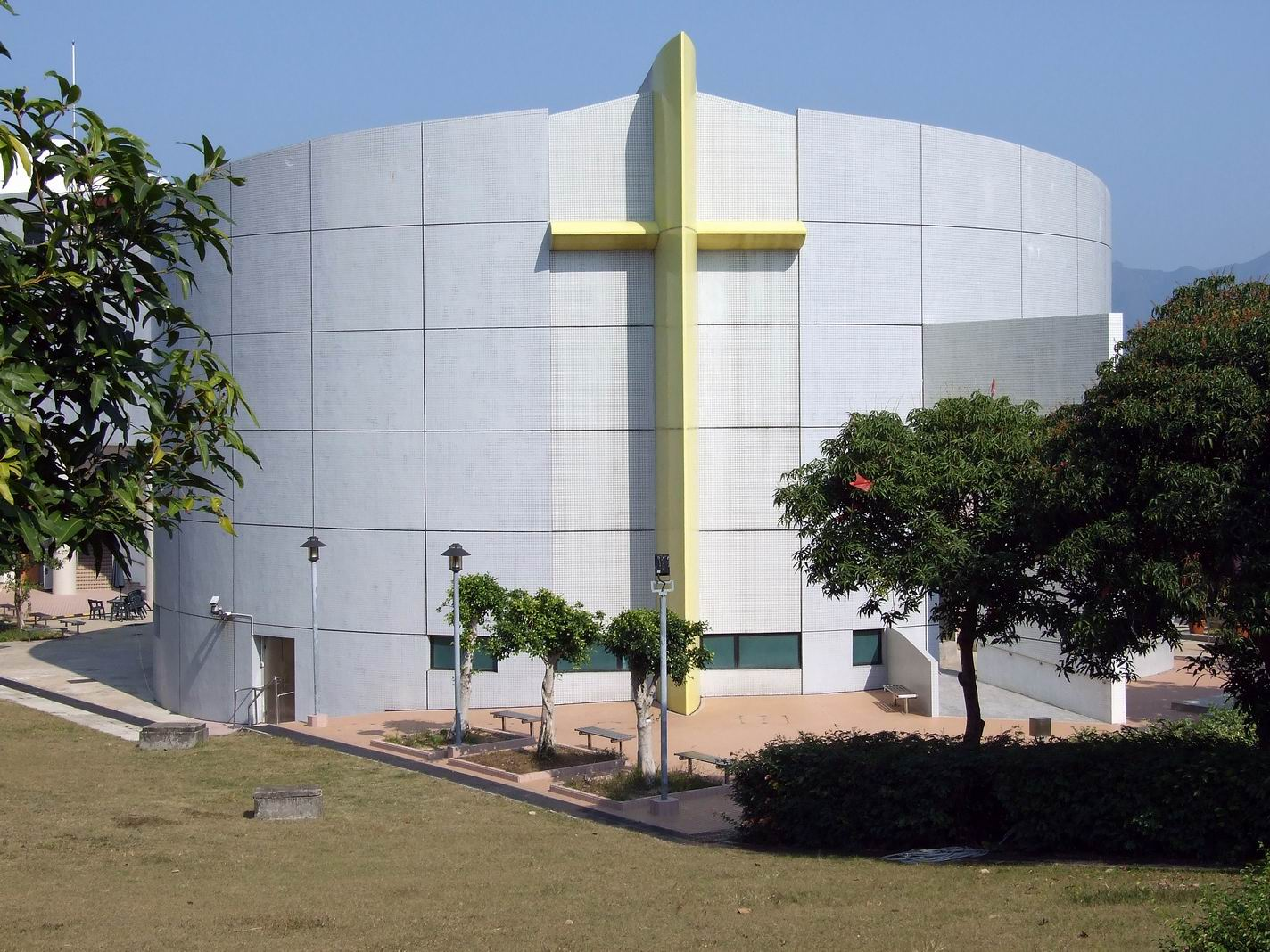
Kirche auf dem Campus der Baptistischen Universität

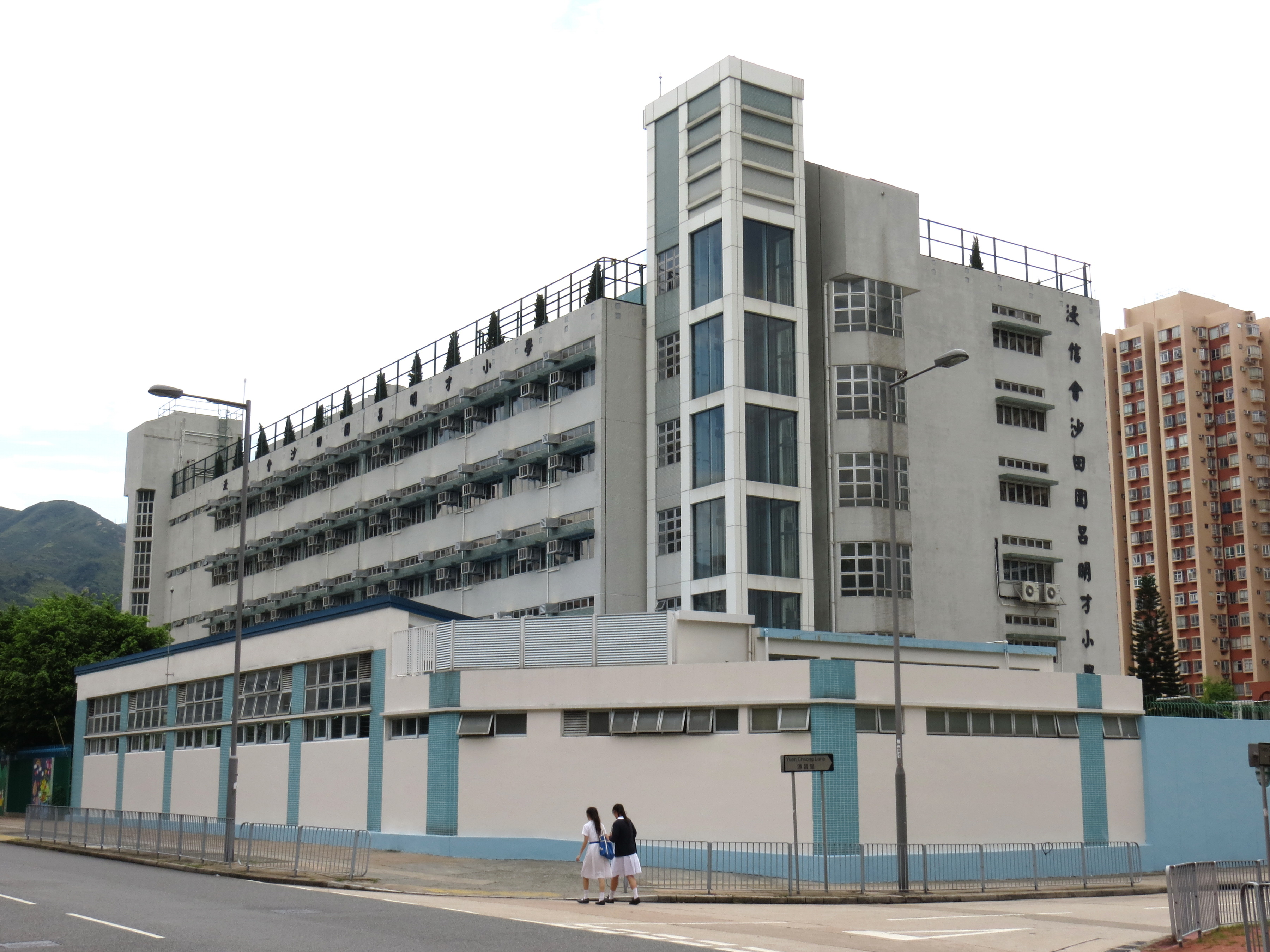
Baptistische Lui Ming Choi-Grundschule

Die Anfänge der Baptisten in Hongkong liegen in der ersten Hälfte des 19. Jahrhunderts. Neben einigen freien Baptistengemeinden gibt es drei voneinander unabhängige baptistische Gemeindebünde, die in der Sonderverwaltungszone Hongkong ansässig sind. Der mitgliederstärkste Verband ist die Baptist Convention of Hong Kong. An zweiter Stelle steht der Zusammenschluss Hong Kong Conservative Baptist Association. Kleinste Vereinigung ist die Fellowship of ABWE Churches.

## Geschichte
Für den Hongkonger Baptismus spielt das Jahr 1842 eine bedeutende Rolle. Während dieses Jahres trafen verschiedene baptistische Missionare aufeinander, ohne sich vorher miteinander abgesprochen zu haben. Sie waren zwar allesamt US-amerikanischer Herkunft, hatten aber sehr unterschiedliche Wege hinter sich, als sie gemeinsam nach 1842 die ersten Hongkonger Gemeinden gründeten.
Das US-amerikanische Missionsehepaar Jehu Lewis Shuck (1812–1863) und Henrietta, geborene Hall (1817–1844) kamen 1836 nach Macau. Für 1837 verzeichnete das Missionsehepaar einen ersten Konvertiten, dem alsbald weitere folgten. 1842 verzogen die Shucks nach Hongkong. Unter ihren ersten Täuflingen in der neuen Umgebung war Qing Yang (1811–1882), Yehu Shucks Chinesischlehrer, der alsbald danach zum Missionshelfer und um 1846 zum ersten chinesischstämmigen Baptistenmissionar ordiniert wurde. Yang wirkte in Zusammenarbeit mit der US-amerikanischen Southern Baptist Convention vor allem in Schanghai (ab 1847) und in Guangzhou (ab 1851).
Ein weiterer Missionar, der mit den baptistischen Anfängen in Macau und Hongkong in Verbindung stand, war Issachar R. Roberts (1802–1871). Er finanzierte seine Reise dorthin aus eigenen Mitteln, erreichte ein Jahr nach der Ankunft des Ehepaars Shuck die portugiesische Kolonie und evangelisierte dort anfangs in einer Leprakolonie. 1841 schloss er sich der Außenmission der Baptist Triennial Convention (später: American Baptist Churches) an und ging 1842 als erster protestantischer Missionar nach Hongkong, wo er im Juni desselben Jahres (noch vor der Taufe Qing Yangs durch Jehu Shuck) den ersten Chinesen taufte. Nach dem großen Schisma innerhalb des US-amerikanischen Baptismus arbeitete Roberts zunächst für die Außenmission der Southern Baptist Convention und danach ab 1851 wieder als unabhängiger Baptistenmissionar. Dabei wirkte er – ab 1844 inspiriert durch den Chinamissionar Karl Gützlaff – weit über die Grenzen Hongkongs hinaus.
Ebenfalls 1842 gelangte der New Yorker Theologe William Dean (1807–1895) nach Hongkong. Hinter ihm lag ein mehrjähriger Missionseinsatz in Bangkok, in dessen Verlauf er 1837 die erste chinesischsprachige evangelische Kirche weltweit, die Maitrichit Chinese Baptist Church, gegründet hatte. Neben seinem pastoralen Dienst unterrichtete er ab 1838 interessierte Bangkok-Chinesen in christlicher Theologie. Tang Tui und Koe Bak, zwei seiner Studenten, die bereits im Predigtdienst standen, begleiteten ihn, als er in Hongkong eintraf.
Alle genannten Missionare waren auf unterschiedliche Weise an der Etablierung der ersten beiden Hongkonger Baptistengemeinden beteiligt. Bereits am 15. Mai 1842 konstituierte sich die Queen’s Road Baptist Church und ein Jahr später, am 28. Mai 1843, Tie Chiu Baptist Church. Mit dem Wegzug der genannten Missionare und ihrer engen Mitarbeiter kam es zum Stillstand der Hongkonger Missionsarbeit. Hin und wieder besuchten ausländische Evangelisten die beiden Gemeinden und versuchten sie zu stärken. Dass sie über 100 Jahre hinweg bestehen blieben, ist vor allem den einheimischen Laienhelfern zu verdanken. Nach dem Zweiten Weltkrieg setzte eine neue Blüte ein. Einer der Gründe dafür war, dass China die christlichen Missionsarbeit verbot, woraufhin viele Christen aus China nach Hongkong flohen und unter Anleitung von geflüchteten Missionaren neue Gemeinden gründeten. 1949 begann die Southern Baptist Convention erneut mit einer Missionstätigkeit in Hongkong, 1951 folgten die American Baptists mit dem Aufbau einer Missionsarbeit unter swatowsprachigen Flüchtlingen in der Kronkolonie. Weitere baptistische Missionsgesellschaften kamen hinzu. Anfang der 1950er-Jahre errichtete die Baptist Mid-Missions und die Association of Baptists for World Evangelism Missionsstationen auf Hongkonger Gebiet. Die Conservative Baptist Foreign Mission Society schickte 1963 ihre ersten Missionare in die Hongkonger Regionen Kowloon und New Territories. 1969 nahm schließlich noch die Baptist Bible Fellowship ihre Arbeit auf.
1995 existierten auf Hongkonger Territorium drei Baptistenbünde mit 94 Gemeinden und circa 47.000 Mitgliedern.

### Baptist Convention of Hong Kong
Die Baptist Convention of Hongkong ist der älteste und größte Gemeindebund der ehemalige Kronkolonie. Er wurde 1938 als Hongkong Baptist Association gegründet und umfasste damals lediglich drei Gemeinden. 1954 riefen die American Baptists die Vereinigung Joint Committee of Swatow Baptist Churches ins Leben. Ihre Gemeinden schlossen sich im Laufe der vergangenen Jahrzehnt der Convention an. Die Baptist Convention of Hong Kong ist Mitglied des Baptistischen Weltbundes und gehört innerhalb des Weltbundes zur Regionalkonferenz Asia Pacific Baptist Federation. Im Jahr 2017 waren der Convention 167 Gemeinden mit ungefähr 114000 Mitgliedern angeschlossen.

### Fellowship of ABWE Churches
Der Gemeindebund Fellowship of ABWE Churches geht auf die Arbeit des Ehepaares Barnett zurück. Bevor sie 1951 nach Hongkong kamen, waren sie im Auftrag der Association of Baptists for World Evangelism (ABWE) in China unterwegs. In Hongkong starteten die beiden mit einer evangelistischen Kinderarbeit. Es entstanden zwei Schulen in Kowloon, zahlreiche Kindergruppen, aus denen dann Kindergärten wurden. Anfang der 1960er begannen sie und weitere Mitarbeiter der ABWE-Mission mit dem Aufbau von Kliniken und Sozialzentren. Durch die pädagogische und soziale Arbeit entstanden mehrere Gemeinden, die sich zur Fellowship zusammenschlossen. 2019 gehörten zur ABWE 24 Gemeinden.

### Hong Kong Conservative Baptist Association
Die Conservative Baptists entsandten 1963 ihre ersten Missionare nach Hongkong. Schwerpunkt ihrer Gemeindegründungen waren Neubausiedlungen, in den sie Grundschulen und soziale Beratungszentren einrichteten.

## Einrichtungen
Neben ihren Gemeinden gründeten Hongkonger Baptisten eine beträchtliche Anzahl von Kliniken, Sozialzentren und Bildungseinrichtungen. Bekannteste Einrichtung ist die Hong Kong Baptist University, die 1956 von der Baptist Convention of Hong Kong mit Unterstützung der American Baptists ins Leben gerufen wurde. Sie ist die zweitälteste Universität der ehemaligen Kronkolonie und hat ihren Sitz in Kowloon.
Bereits 1951 gründete die Convention, das Hong Kong Baptist Theological Seminary, eine theologische Ausbildungsstätte für haupt- und ehrenamtlichen Mitarbeiter.